# Nadine Nicolaeva-Legat
Nadine Nicolaeva-Legat (en russe : Надежда Александровна Николаева-Легат), née de Briger (1889-1971) est une danseuse et professeure de danse russe.

## Biographie
Nadine de Briger commence la danse, comme très jeune élève de Nicolas Legat grâce à des cours particuliers chaperonnés par sa mère. Il voit un grand potentiel et tombe amoureux de ses capacités et de sa passion pour la danse. La relation se renforce malgré la différence d'âge (20 ans) et Nadine devient la troisième épouse de Nicolas Legat. Ensemble, ils tournent en Russie et à l'étranger, notamment à Paris et à Londres. Pendant la révolution russe de 1917, toute la famille de Nadine, fuit et s'installe à Londres tandis que Nicolas et Nadine restent en Russie pour enseigner et se produire.
En 1922, ils obtiennent un congé de six mois à l'étranger. Ils quittent la Russie pour ne jamais revenir. Après une courte tournée avec les Ballets russes de Diaghilev, ils partent pour Londres où ils fondent, en 1923, une école de ballet au 46 Colet Gardens, Barons Court, West Kensington à Londres.
En 1926, elle se produit dans La Revanche des Dieux, ballet de Djina Saari, musique d'André Cadou, chorégraphié par Nicolas Légat, au théâtre des Champs Elysées. En 1927, elle danse avec le danseur polonais Zmarzik à l'Olympia.
En 1928-1929, elle danse avec la troupe de ballet d'Ida Rubinstein.
En 1929, elle danse avec Serge Renoff à l'Olympia. En 1931-1932 elle se produit avec lui à Nice, et en 1934 salle Rameau à Paris.
Nadine continue à se produire jusqu'à ce qu'elle se blesse au genou et mette fin à sa carrière sur scène. Après la mort de Nicolas Legat , en 1937, elle fonde le premier pensionnat de ballet au Royaume-Uni, la Legat School of Ballet à Tunbridge Wells, dans le Kent où elle a pour élève notamment, Moira Shearer, Anneliese von Oettingen (en), Maina Gielgud, Maryla Gremo, Patricia Ryan, Clementina Stuart, … La situation économique de l'école est précaire, surtout après la mort de Nicolas Legat, car Nadine Legat n'est pas une bonne femme d'affaires, et est entourée de sa nombreuse famille, dont la plupart vivent des frais de scolarité. Même ceux-ci sont payés par intermittence, car Nadine Legat distribue souvent des bourses à des élèves prometteurs issus de familles pauvres. Elle fonde la même année The Russian Ballet Society pour promouvoir l'enseignement de Nicolas Legat.
Nadine Nicolaeva-Legat est une adepte de Piotr Ouspenski. En 1938, Ouspensky et ses partisans achète Colet House où ils créent la Société Historico-Psychologique,. Elle chorégraphie des danses basées sur les mouvements de Gurdjieff. Elle introduit des exercices de yoga dans le programme scolaire, affirmant que les exercices de yoga, avec ses multiples bienfaits pour l'esprit et le corps, sont extrêmement utiles aux danseurs de ballet. Le yoga augmente l'élasticité, augmente la concentration, aide à coordonner l'esprit et le corps et aide le corps à se détendre. Paul Dukes a enseigné, fait des démonstrations et écrit des livres sur le yoga, d'abord à la Legat School avec Nadine Nicolaeva-Legat.
Nicolaeva Legat et Nicolas Legat sont inhumés dans le cimetière de Tunbridge Wells, tombe No c8.

## Ecrits
- (en) Nadine Nicolaeva-Legat, Ballet Education, Geoffrey Bles, London, 1947

## Filmographie
- 1929-1930 : Training Hours[12]
- 1930 : Poise And Balance[13].
- 1956 : Yoga Dancing[14].